# Mary K. Gaillard
Mary K. Gaillard (anglès: Mary Katharine Gaillard)  (New Brunswick, 1 d'abril de 1939 - 23 de maig de 2025) va ser una física teòrica estatunidenca especialista en Física de partícules. Va ser professora a la Universitat de Califòrnia a Berkeley i investigadora visitant al Laboratori Nacional de Lawrence Berkeley. Va ser la primera dona titulada a Berkeley.

## Biografia
Gaillard va llicenciar-se en física a la Universitat de Hollins, situada a Virgínia, el 1960 i va obtenir el màster a la Universitat de Colúmbia. Mentre també era membre del personal sènior a LBNL va encapçalar el grup teòric de física de partícules durant el període de 1985-87. Va ser investigadora al CNRS francès del 1964 al 1981, esdevenint Directora d'Investigació al 1980, sent simultàniament investigadora associada al CERN, Suïssa. Al 1979 va establir un grup teòric de Física de Partícules a LAPP, a França, el qual va dirigir durant el període de 1979-1981.
Va servir en diversos comitès de la Societat Física americana, va treballar amb el Departament d'Energia i el Consell de Recerca Nacional dels Estats Units, i va formar part de consells visitants en vàries universitats i laboratoris nacionals. Va ser membre del Nacional Science Board durant el període de 1996-2002.
Dins la seva recerca va fer projectes remarcables com: la feina pionera en l'avaluació de les correccions de la interacció forta sobre transicions dèbils, incloent la predicció exitosa de la massa del quark d'encant; la feina en l'anàlisi d'estats finals dins les col·lisions electró-positró, incloent la predicció d'esdeveniments Three-jet, i estudis de teories de gauge unificades, incloent la predicció de la massa del quark inferior. També va dur a terme estudis amb Michael Chanowitz de signatures a col·lisionadors protó-protó que van mostrar, de manera molt general, que la física nova s'havia d'estudiar a energies prou altes.
Posteriorment, la seva feina es va enfocar en teories de supergravetat eficaces basades en la teoria de supercordes i les implicacions d'aquestes sobre fenòmens que poden ser detectats tant en experiments d'acceleradors com en observacions cosmològiques.

## Contribucions destacades
- Predicció de la massa del quark d'encant previ a la seva descoberta (amb B. W. Lee).
- Predicció d'esdeveniments de 3 jets (amb J. Ellis i G.G. Ross).
- Predicció de la massa del b-quark (amb M.S. Chanowitz I J. Ellis).